# باربارا لنی
باربارا لنی (اسپانیایی: Bárbara Lennie‎؛ زادهٔ ۲۰ آوریل ۱۹۸۴) بازیگر اهل اسپانیا است که به‌عنوان ستارهٔ فیلم‌های مستقل مورد ستایش است. او دانش‌آموختۀ دانشکده عالی سلطنتی هنرهای نمایشی است و تباری آرژانتینی-ایرلندی دارد.

## گزیدهٔ نقش‌آفرینی‌ها

### سینما
- خطوط ناموزون خدا (۲۰۲۲)
- پترا (۲۰۱۸)
- همه می‌دانند (۲۰۱۸)
- مهمان نامرئی (۲۰۱۶)
- دختر جادویی (۲۰۱۴)
- ال نینو (۲۰۱۴)
- شهد پرتقال (۲۰۱۲)
- پوستی که در آن زندگی می‌کنم (۲۰۱۱)
- ۱۳ گل رز (۲۰۰۷)
- اوبابا (۲۰۰۵)
- نابرده رنج، گنج میسر نمی‌شود (۲۰۰۱)

### تلویزیون
- ایزابل (۲۰۱۳–۲۰۱۱)
- عقاب سرخ (۲۰۰۹)
- شمارش معکوس (۲۰۰۸–۲۰۰۷)